# دفنة أليشانية
دفنة أليشانية (الاسم العلمي: Daphne arisanensis) هي نوع من النباتات يتبع جنس الدفنة من الفصيلة المثنانية. سمي هذا النوع نسبةً إلى سلسلة جبال أليشان في تايوان.